# Пантоха, Исабель
Мари́я Исабе́ль Панто́ха Марти́н (исп. María Isabel Pantoja Martín; род. 4 августа 1956, Севилья) — испанская певица. Имеет цыганские корни, родилась в Триане — районе Севильи, Испания. Выпустила более 25 альбомов, известна андалусским стилем.
Родилась в семье музыкантов: и дед, и отец Исабель были певцами. Её муж, матадор Франсиско Ривера Перес, известный как «Пакирри», умер 26 сентября 1984 года от ран, полученных во время корриды. Их сын Кико Ривера, получивший прозвище «Пакиррин», является популярной медийной личностью в Испании и известным персонажем испанской жёлтой прессы.
В 2013 году Исабель Пантоха была арестована по обвинению в отмывании денежных средств как сообщница своего любовника, бывшего мэра Марбельи Хулиана Муньоса в рамках расследования коррупционных преступлений в деле Малайя. Обвинительным приговором от 16 апреля 2013 года Исабель Пантохе было назначено наказание в форме лишения свободы сроком на 24 месяца и денежного штрафа в размере 1 млн 147 тыс. евро. С 21 ноября 2014 года отбывала наказание в тюрьме в Алькала-де-Гуадаира в провинции Севилья после отказа испанских судебных органов в условном освобождении, 4 декабря 2015 года получила разрешение на полусвободный график отбывания наказания.

## Дискография
- 1974 — Fue por tu voz
- 1975 — Que dile y dile
- 1976 — Niña Isabela
- 1978 — Y no estaba muerto, no, no
- 1979 — 22 Abriles tengo
- 1981 — A la limón!
- 1981 — Amante, amante
- 1982 — ¡Viva Triana!
- 1983 — Cambiar por ti
- 1985 — Marinero de luces
- 1987 — Tú serás mi Navidad
- 1988 — Desde Andalucía
- 1989 — Se me enamora el alma
- 1990 — La canción española
- 1992 — Corazón herido
- 1993 — De nadie
- 1996 — Amor eterno
- 1998 — Veneno
- 1999 — A tu vera
- 2002 — Donde el corazón me lleve
- 2003 — Soy como soy: Grandes éxitos
- 2003 — Mi Navidad flamenca
- 2004 — Buena suerte
- 2005 — By Pumpin' Dolls
- 2005 — Sinfonía de la Copla
- 2005 — Mi canción de Navidad
- 2006 — 10 boleros y una canción de amor
- 2010 — Isabel Pantoja